# Avessac
 Avessac  es una población y comuna francesa, situada en la región de Países del Loira, departamento de Loira Atlántico, en el distrito de Châteaubriant y cantón de Saint-Nicolas-de-Redon.

## Demografía
| 2496 | 2405 | 2356 | 2395 | 2233 | 2154 |
| Para los censos de 1962 a 1999 la población legal corresponde a la población sin duplicidades (Fuente: INSEE [Consultar]) |      |      |      |      |      |